# Ivonete Maia
Maria Ivonete Moreira Maia (Jaguaruana, 04 de outubro de 1938 – Fortaleza, 14 de fevereiro de 2012), mais conhecida como Ivonete Maia, foi uma radialista, jornalista e professora brasileira.

## Biografia
Como jornalista, atuou nos jornais O Nordeste, Gazeta de Notícias, O Povo e nas rádios Assunção Cearense e Verdes Mares, além de ter sido Diretora da Rádio Universitária FM.
Foi também professora e coordenadora do curso de Comunicação social, pela Universidade Federal do Ceará  (UFC), e chefe do então Departamento de Comunicação Social e Biblioteconomia. Posteriormente foi assessora do então Reitor Walter de Moura Cantídio e ouvidoria institucional, cargo que ocupou até julho de 2011.
Ivonete Maia foi a primeira mulher a presidir o Sindicato dos Jornalistas Profissionais do Estado do Ceará (SINDJORCE), entre 1981 e 1986. Presidiu também, de 1989 a 1992 e de 2008 a 2012 a Associação Cearense de Imprensa (ACI).

## Homenagens
- Dia 7 de Março de 2012 a Câmara Municipal de Fortaleza inaugurou a Sala de Imprensa jornalista Ivonete Maia, uma homenagem à contribuição dada por Ivonete Maia à classe dos jornalistas cearenses[6].